# Квінт Помпей Сосій Пріск
Квінт Помпей Сосій Пріск (лат. Quintus Pompeius Sosius Priscus; 116 або 117 —після 180) — державний і військовий діяч Римської імперії, ординарний консул 149 року.

## Життєпис
Походив з роду вершників Помпеїв Фалконів. Син Квінта Помпея Фалькона, консула-суффекта 108 року, та Сосії Полії.
Службу розпочав як один з монетаріїв. У 142 році став квестором, а у 147 році — претором. У 149 році обіймав посаду ординарного консула разом з Сервієм Корнелієм Сципіоном Сальвідієном Орфітом. З 163 до 164 року як проконсул керував провінцією Азія. З 167 до 180 року брав участь у Маркоманських війнах.

## Родина
- Квінт Сенеціон Сосій Пріск, консул 169 року.